# 毛登庙
毛登庙，位于内蒙古自治区锡林郭勒盟苏尼特右旗，是一座藏传佛教格鲁派寺院。

## 简介
毛登庙是清朝苏尼特部比较有名的寺庙之一。在如今的苏尼特右旗境内，原有30余座寺庙、诵经会，其中寺庙占25处，毛登庙便是其中一处寺庙。
如今，苏尼特右旗境内还有苏尼特右旗王府、毕鲁图庙、毛登庙等28处古庙遗址。